# Ultra Pharum
Ultra Pharum è un singolo dei cantautori italiani Samuel e Mannarino, pubblicato il 12 marzo 2018.

## Video musicale
Il videoclip è stato pubblicato il 22 marzo 2018 sul canale Vevo-YouTube di Samuel ed è stato girato a Castellammare del Golfo in Sicilia.